# Tramvia Elèctric de Nagasaki
El Tramvia Elèctric de Nagasaki (長崎電気軌道, Nagasaki Denki Kidō) és una empresa privada de ferrocarrils que opera el sistema tramviàri de la ciutat de Nagasaki, capital de la prefectura homònima, al Japó.
És l'únic tramvia del Japó que conserva el seu traçat original, sense haver estat reduït. Les tarifes actuals (2022) són de 140 iens pels adults i 70 pels infants.

## Història

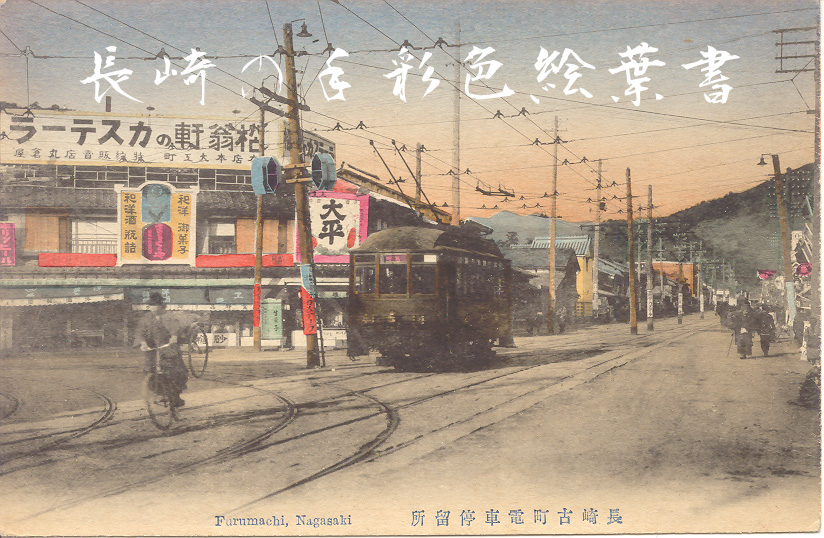
Tramvia durant l'era Taishō

El 2 d'agost de 1914 es signa a la Cambra de Comerç de Nagasaki la creació de l'empresa amb un capital inicial de 500.000 iens de l'època. El dia 10 del mateix mes es registra l'empresa amb el nom actual de Tramvia Elèctric de Nagasaki. El maig de 1915, després de l'aprobació del projecte, comença la construcció de la xarxa, inaugurant-se el primer tram el 16 de novembre del mateix any. Entre els anys 1916 i 1921 no deixen d'obrir-se al públic més trams de la xarxa per tota la ciutat, contribuint a la desaparició dels jinrikisha. L'any 1923, l'empresa inicia una expansió cap al sector naval amb la inauguració de serveis de transbordador a les illes properes a Nagasaki.

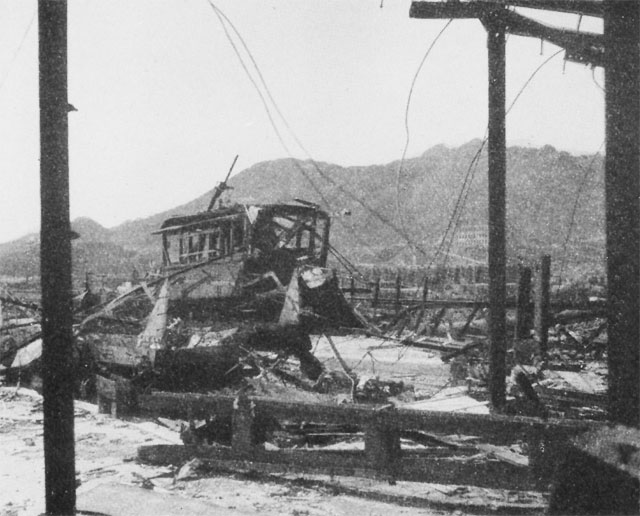
Després de la bomba atòmica

L'any 1927, la ciutadania es manifesta contra la pujada dels preus del tramvia, el que obliga a l'empresa a establir una taula de descontes, però finalment acaba pujant les tarifes. Durant els anys 1933 i 1934 s'inauguren noves seccions de la xarxa. L'any 1940 es presenta una sol·licitud per a ampliar la xarxa, però és denegada degut als esforços de guerra i, finalment, l'empresa retirà la petició l'any 1943. Aquell any, l'empresa col·labora amb els esforços de guerra transportant als treballadors a les fàbriques de munició. També el 1943, l'empresa ven tot el seu sector navilier a l'ajuntament de Nagasaki per 730.000 iens. El 10 de setembre de 1944 comença a treballar la primera dona conductor degut a la manca d'homes, que es trobaven al front. El 9 d'agost de 1945, dia del bombardeig atòmic a la ciutat per part dels EUA, l'empresa pateix la destrucció de 16 màquines i la mort de 120 treballadors. Entre els anys 1945 i 1946 comencen els treballs de reconstrucció de la xarxa i es reprenen els serveis, augmentant-ne les tarifes. Els següents anys passen entre els treballs de reconstrucció de la xarxa i l'augment imparable dels preus dels bitllets. L'any 1953 l'empresa decideix entrar al sector dels autobusos urbans i interurbans de línia i l'any 1955 als de lloguer per a viatges. El 8 de juliol de 1962 té lloc un accident fatal entre dues màquines que xoquen, resultant en 12 persones mortes o ferides. El 4 de setembre de 1964 circul·la el primer tramvia totalment recobert per publicitat del Japó, portant publicitat de la marca de cosmètics Kanebō. L'1 de març de 1971, l'empresa tranfereix tot el seu negoci d'autobusos a la companyia Nagasaki Bus.

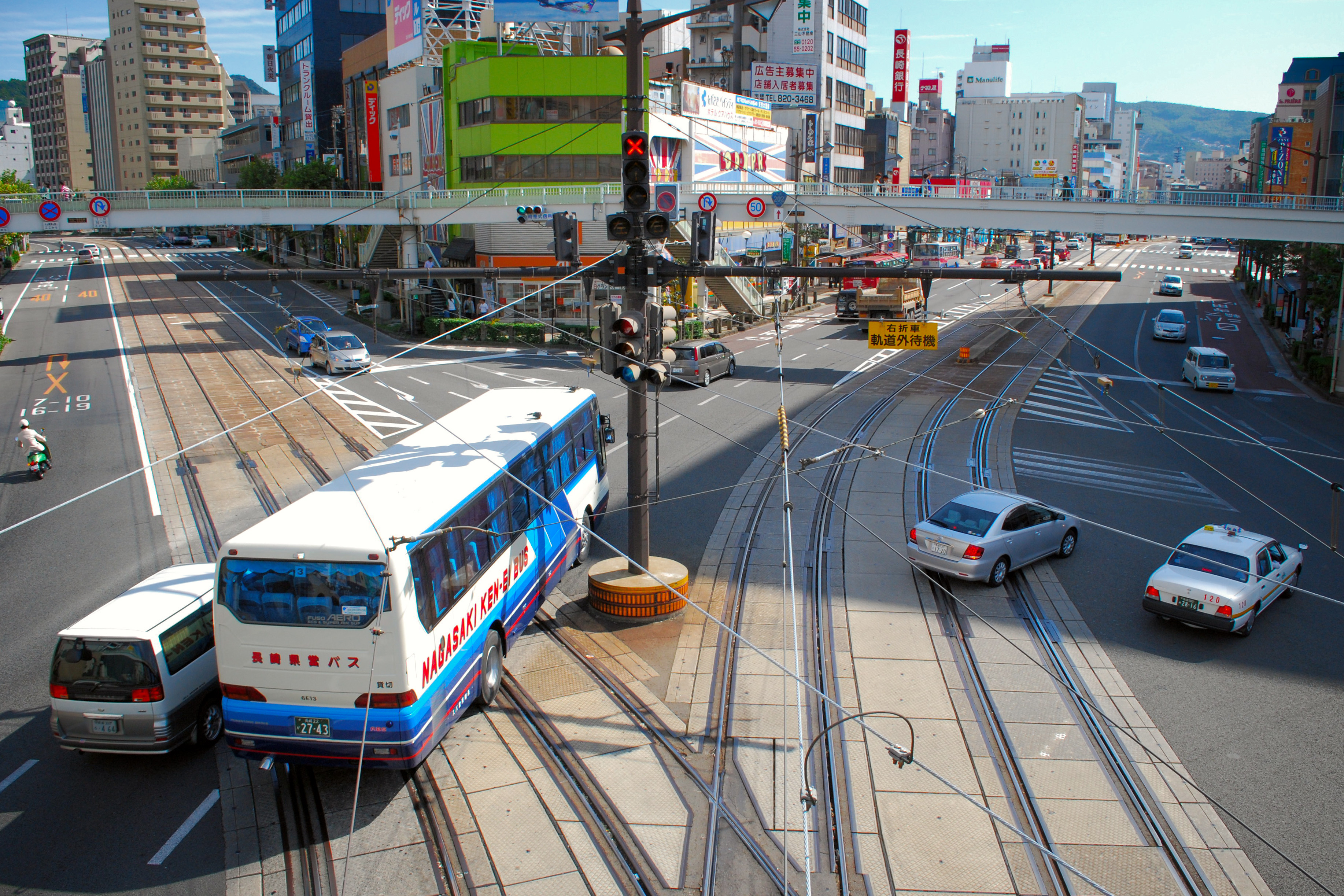
Vies reservades als tramvies (2008)

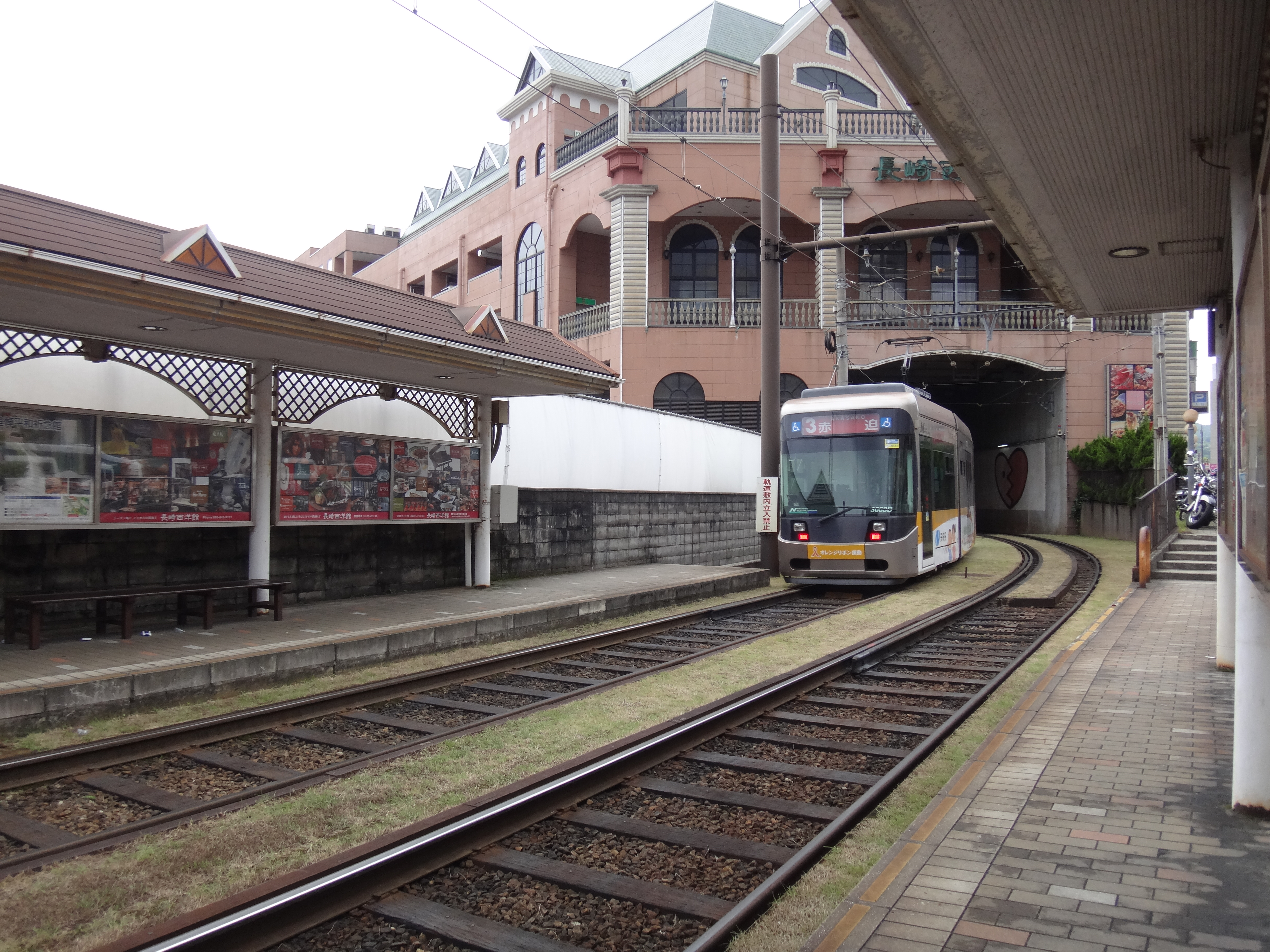
Tram "soterrat" (2012)

Des del 29 de març de 1989, els tramvies tenen exclusivament reservat l'espai per on circul·len sense haver-ho de compartir amb els automòbils. El 30 de novembre de 1990 s'inaugura el primer tram "subterràni" de la història de la xarxa, que consisteix en una via que passa pel mig de l'edifici Nagasaki Seiyōkan, un centre cultural i d'entreteniment. El 20 de març de 2008 s'introdueix el servei de targeta intel·ligent Nagasaki Smart Card (長崎スマートカード), amb el qual es poden pagar els trajectes.
L'any 2020, la Nagasaki Smart Card desapareix en favor de la Nagasaki nimoca, altra targeta intel·ligent compartida amb mitjans de transport de les prefectures de Fukuoka i Ōita. L'any següent, el 2021, es deixen de vendre els bitllets en format físic, sent només possible utilitzar el tramvia amb la targeta intel·ligent.

## Línies

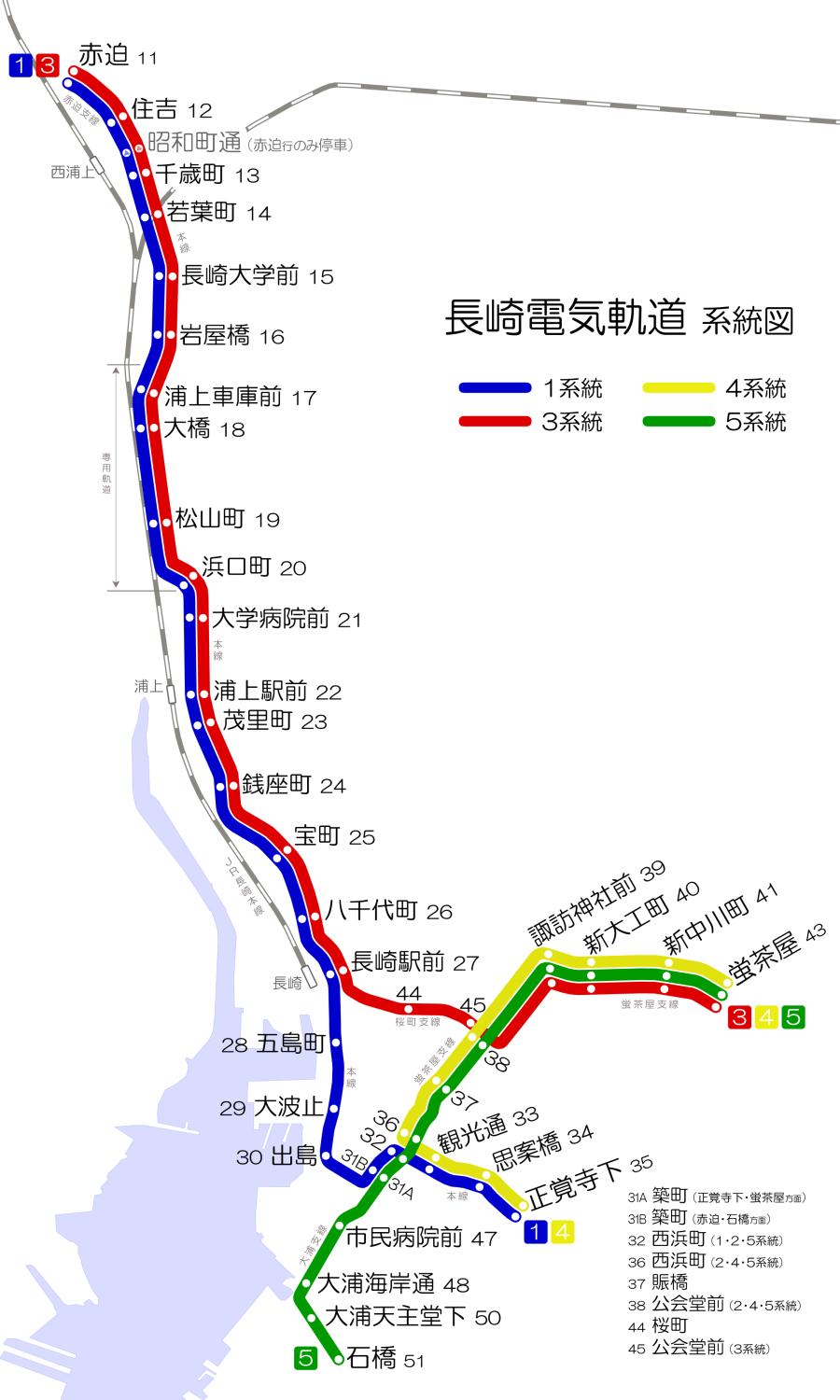

Des de juny de 2019, el Tramvia Elèctric de Nagasaki compta amb cinc rutes. La ruta 2, no obstant, només circula una vegada al dia de nit. Sense comptar amb la ruta 2, la ruta més llarga és la 3 (roja) i la més curta és la 4 (groga). Actualment, tota la xarxa de l'empresa es troba dins del terme municipal de Nagasaki. El Tramvia Elèctric de Nagasaki té un total d'11,5 quilòmetres de via a les seues cinc rutes. L'únic ample de via és de 1435 mil·límetres (ample ferroviari estàndard) i l'electrificació és de 600 volts en corrent continu (CC).
| Color  | Color  | No.    | Nom    | Original | Inici     | Termini    | Llargaria | Estacions |
| ------ | ------ | ------ | ------ | -------- | --------- | ---------- | --------- | --------- |
| Blau   | __     | 1      | Ruta 1 | 1号系統  | Akasako   | Sōfuku-ji  | 7,3 km    | 26        |
| Blanc  | __     | 2      | Ruta 2 | 2号系統  | Akasako   | Hotarujaya | 8,8 km    | 30        |
| Roig   | __     | 3      | Ruta 3 | 3号系統  | Akasako   | Hotarujaya | 7,4 km    | 24        |
| Groc   | __     | 4      | Ruta 4 | 4号系統  | Sōfuku-ji | Hotarujaya | 2,9 km    | 10        |
| Verd   | __     | 5      | Ruta 5 | 5号系統  | Ishibashi | Hotarujaya | 3,5 km    | 13        |
| Total: | Total: | Total: | Total: | Total:   | Total:    | Total:     | 11,5 km   | n/a       |

## Parc mòbil
| Sèrie 87                                      | Sèrie 160                                     | Sèrie 201                                     | Sèrie 202                                     |
| --------------------------------------------- | --------------------------------------------- | --------------------------------------------- | --------------------------------------------- |
|                                               |                                               |                                               |                                               |
| Des de 2015                                   | Des de 1959                                   | Des de 1950                                   | Des de 1950                                   |
| Derivat de la sèrie 200 2022: 1 unitat (87)   | Fabricació: 1911 (KHI) 2022: 1 unitat (168)   | Fabricació: 1950 (HS) 2022: 4 un. (201-3-7-9) | Fabricació: 1950 (NS) 2022: 3 un. (202-8-10)  |
| Sèrie 211                                     | Sèrie 300                                     | Sèrie 360                                     | Sèrie 370                                     |
|                                               |                                               |                                               |                                               |
| Des de 1951                                   | Des de 1953                                   | Des de 1961                                   | Des de 1962                                   |
| Fabricació: 1951 (HS) 2022: 6 un. (211-216)   | Fabricació: 1953 (HS) 2022: 10 un. (301-310)  | Fabricació: 1961 (NS) 2022: 7 un. (361-367)   | Fabricació: 1962 (NS) 2022: 6 (371-374-6-7)   |
| Sèrie 500                                     | Sèrie 600                                     | Sèrie 1200                                    | Sèrie 1200A                                   |
|                                               |                                               |                                               |                                               |
| Des de 1966                                   | Des de 1970                                   | Des de 1982                                   | Des de 1982                                   |
| Fabricació: 1966 (NK) 2022: 5 un. (502-506)   | Fabricació: 1953 (KS) 2022: 1 unitat (601)    | Fabricació: 1982 (NK) 2022: 1 unitat (1201)   | Fabricació: 1982 (NK) 2022: 4 un. (1202-1205) |
| Sèrie 1300                                    | Sèrie 1500                                    | Sèrie 1500A                                   | Sèrie 1700                                    |
|                                               |                                               |                                               |                                               |
| Des de 1987                                   | Des de 1993                                   | Des de 1997                                   | Des de 1999                                   |
| Fabricació: 1987 (NK) 2022: 5 un. (1301-1305) | Fabricació: 1993 (NK) 2022: 6 un. (1501-1506) | Fabricació: 1997 (NK) 2022: 1 un. (1507)      | Fabricació: 1999 (NK) 2022: 2 un. (1701-1702) |
| Sèrie 1800                                    | Sèrie 2000                                    | Sèrie 3000                                    | Sèrie 5000                                    |
|                                               |                                               |                                               |                                               |
| Des de 2000                                   | 1980-2014                                     | Des de 2003                                   | Des de 2011                                   |
| Fabricació: 2000 (NK) 2022: 3 un. (1801-1803) | Fabricació: 1980 (NK) 2022: Retirats          | Fabricació: 2003 (NK) 2022: 3 un. (3001-3003) | Fabricació: 2011 (NK) 2022: 3 un. (5001-5003) |